# Khaled ben Khalifa ben Abdelaziz Al Thani
Pour les articles homonymes, voir al-Thani.
Khaled ben Khalifa ben Abdelaziz Al Thani (en arabe : سعادة الشيخ خالد بن عبد العزيز بن خليفة آل ثاني), né en 1969, est un membre de la famille princière du Qatar. Il est Premier ministre du Qatar et ministre de l'Intérieur du 28 janvier 2020,,,, au 7 mars 2023.